# Universiteit van Erzincan Binali Yıldırım
Universiteit van Erzincan Binali Yıldırım (Turks: Erzincan Binali Yıldırım Üniversitesi) is een openbare universiteit in Turkije, gevestigd in Erzincan. 
In 2020 telde de universiteit 25.000 studenten. 

## Ranglijst
Universiteit van Erzincan Binali Yıldırım neemt in de Times Higher Education World University Rankings van 2020-2021 de duizendste plek in.
| Ranglijst | Positie     |
| --------- | ----------- |
| CWUR      | 1348 (2021) |
| UNSWR     | 2014 (2021) |